# Diocesi di Vila Real
La diocesi di Vila Real (in latino: Dioecesis Villaregalensis) è una sede della Chiesa cattolica in Portogallo suffraganea dell'arcidiocesi di Braga. Nel 2022 contava 164.943 battezzati su 185.878 abitanti. È retta dal vescovo António Augusto de Oliveira Azevedo.

## Territorio

Localizzazione del distretto di Vila Real, corrispondente al territorio della diocesi.

La diocesi comprende il distretto di Vila Real, nel nord del Portogallo. Confina ad est con la diocesi di Braganza-Miranda, a sud con la diocesi di Lamego, ad ovest con le diocesi di Porto e di Viana do Castelo e con l'arcidiocesi di Braga, e a nord con la diocesi spagnola di Orense.
Sede vescovile è la città di Vila Real, dove si trova la cattedrale di San Domenico.
Il territorio si estende su 4.273 km² ed è suddiviso in 264 parrocchie, raggruppate in 8 arcipresbiterati: Douro I e II, Centro I e II, Barroso, Alto Tâmega, Basso Tâmega e Terra Quente.

## Storia
La diocesi è stata eretta il 20 aprile 1922 con la bolla Apostolicae Praedecessorum Nostrorum di papa Pio XI. La nuova diocesi era inizialmente costituita da 256 parrocchie, 19 ricavate dal territorio dalla diocesi di Braganza e Miranda (oggi diocesi di Braganza-Miranda), 166 sottratte all'arcidiocesi di Braga e 71 dalla diocesi di Lamego.
Nel territorio della nuova diocesi era compresa la città di Chaves, l'antica Aquae Flaviae, che fu sede di una diocesi nel periodo suebo nel V secolo.
Fu nominato primo vescovo João Evangelista de Lima Vidal, il quale impegnò il proprio episcopato nell'organizzazione della nuova diocesi, attraverso la promulgazione di diverse lettere e direttive pastorali, l'istituzione dell'Opera delle Vocazioni e del seminario diocesano, e con la pubblicazione dell'Estatuto da Associação da Catequese per l'organizzazione della catechesi parrocchiale (1924). Si deve ancora all'opera di Lima Vidal l'organizzazione di un congresso liturgico, che ebbe risonanza a livello nazionale, e la fondazione dell'Anjo da Diocese (1923), bollettino ufficiale della diocesi.
Il suo successore, António Valente da Fonseca, portò a termine la costruzione del seminario e si dedicò all'istituzione dell'Azione Cattolica, che contribuì al rinnovamento liturgico e pastorale nelle parrocchie. António Cardoso Cunha costruì il palazzo episcopale e impegnò la maggior parte dei suoi sforzi per l'attuazione delle direttive del concilio Vaticano II.
Il 14 marzo 1962, con la lettera apostolica Quae solent, papa Giovanni XXIII ha proclamato la Beata Maria Vergine Immacolata patrona principale della diocesi.

## Cronotassi dei vescovi
Si omettono i periodi di sede vacante non superiori ai 2 anni o non storicamente accertati.
- João Evangelista de Lima Vidal † (23 maggio 1923 - 31 maggio 1933 dimesso[2])
- António Valente da Fonseca † (31 maggio 1933 - 10 gennaio 1967 dimesso[3])
- António Cardoso Cunha † (10 gennaio 1967 succeduto - 19 gennaio 1991 ritirato)
- Joaquim Gonçalves † (19 gennaio 1991 succeduto - 17 maggio 2011 ritirato)
- Amândio José Tomás (17 maggio 2011 succeduto - 11 maggio 2019 ritirato)
- António Augusto de Oliveira Azevedo, dall'11 maggio 2019

## Statistiche
La diocesi nel 2022 su una popolazione di 185.878 persone contava 164.943 battezzati, corrispondenti all'88,7% del totale.
| anno | popolazione | popolazione | popolazione | presbiteri | presbiteri | presbiteri | presbiteri                | diaconi | religiosi | religiosi | parrocchie |
| anno | battezzati  | totale      | %           | numero     | secolari   | regolari   | battezzati per presbitero | diaconi | uomini    | donne     | parrocchie |
| ---- | ----------- | ----------- | ----------- | ---------- | ---------- | ---------- | ------------------------- | ------- | --------- | --------- | ---------- |
| 1949 | 290.000     | 291.297     | 99,6        | 216        | 198        | 18         | 1.342                     |         | 20        | 80        | 256        |
| 1969 | 338.000     | 341.000     | 99,1        | 220        | 206        | 14         | 1.536                     |         | 16        | 97        | 264        |
| 1980 | 347.000     | 360.000     | 96,4        | 186        | 165        | 21         | 1.865                     | 1       | 37        | 125       | 261        |
| 1990 | 270.000     | 278.000     | 97,1        | 156        | 138        | 18         | 1.730                     | 2       | 29        | 144       | 264        |
| 1999 | 197.820     | 229.494     | 86,2        | 146        | 127        | 19         | 1.354                     | 1       | 30        | 118       | 264        |
| 2000 | 227.590     | 229.494     | 99,2        | 150        | 132        | 18         | 1.517                     | 1       | 22        | 110       | 264        |
| 2001 | 230.000     | 238.240     | 96,5        | 151        | 132        | 19         | 1.523                     |         | 25        | 108       | 264        |
| 2002 | 206.420     | 208.200     | 99,1        | 153        | 136        | 17         | 1.349                     | 1       | 23        | 97        | 264        |
| 2003 | 231.000     | 238.748     | 96,8        | 155        | 136        | 19         | 1.490                     | 1       | 26        | 108       | 264        |
| 2004 | 237.700     | 240.900     | 98,7        | 145        | 127        | 18         | 1.639                     | 1       | 22        | 103       | 264        |
| 2010 | 289.600     | 293.400     | 98,7        | 125        | 109        | 16         | 2.316                     | 3       | 17        | 100       | 264        |
| 2014 | 205.012     | 208.730     | 98,2        | 221        | 205        | 16         | 927                       | 3       | 19        | 84        | 264        |
| 2017 | 202.900     | 206.661     | 98,2        | 108        | 92         | 16         | 1.878                     | 3       | 16        | 63        | 264        |
| 2020 | 171.530     | 192.465     | 89,1        | 103        | 89         | 14         | 1.665                     | 3       | 14        | 50        | 264        |
| 2022 | 164.943     | 185.878     | 88,7        | 126        | 111        | 15         | 1.309                     | 2       | 15        | 52        | 264        |